# كريم أباد (نظر أباد)
كريم أباد هي قرية في مقاطعة نظر أباد، إيران. عدد سكان هذه القرية هو 262 في سنة 2006.